# Little Orphan Millie
Little Orphan Millie, llamado Milito el huerfanito en Hispanoamérica y El pequeño huérfano Millie en España, es un episodio perteneciente a la decimonovena temporada de la serie animada Los Simpson, emitido por primera vez en Estados Unidos el 11 de noviembre de 2007,el 29 de junio de 2008 en Hispanoamérica y en España el 12 de julio de 2009. En este episodio, Kirk y Luann vuelven a casarse, pero son tomados por muertos al naufragar en su luna de miel, mientras que Homero intenta recordar el color de los ojos de Marge. Fue escrito por Mick Kelly, producido por Al Jean, y dirigido por Lance Kramer. Durante su emisión original, el episodio tuvo 10,57 millones de espectadores.

## Sinopsis
Todo comienza cuando las familias Simpson y Van Houten van de pícnic, en donde Kirk y Luann, vestidos iguales, dicen que tienen un anuncio que dar. Para gran sorpresa y agrado de todos, anuncian que se van a casar otra vez. 
En la casa de los Simpson, Homer y Marge se preparan para la boda. Luego de un comentario dicho al descuido por parte de Homer, Marge queda sorprendida al descubrir que su marido no sabe el color de sus ojos. Hasta que Homer recuerde el color, Marge hace un voto solemne de no dejar que Homer vea sus ojos, causando que tenga que cubrírselos a todo momento. 
Mientras los Van Houten están en su luna de miel, Milhouse se queda con los Simpson, orgulloso y feliz de que sus padres vuelvan a estar juntos. Milhouse se pone cada vez más contento cuando su estadía en la casa de los Simpson es como un paraíso, y, en efecto, se pone tan feliz que llega al punto de que no le importa si sus padres regresan o no. En ese preciso momento, Kirk, en su luna de miel, lleva a Luann a un cuarto ubicado de un bote; sin embargo, el bote comienza a moverse violentamente de lado a lado, y la pareja cae al agua. En la casa de los Simpson, unas horas después, suena el timbre, y Milhouse va a abrir la puerta. Dos miembros de la guardia costera, tristes, informan que Luann y Kirk están perdidos en el mar, y posiblemente muertos. Milhouse se da cuenta de que había deseado que sus padres jamás regresen, y pronto se deprime y se convence de que sus padres están muertos. 
Aunque Marge invita a Milhouse a quedarse en su casa todo el tiempo que quisiera, el niño responde a todo con más tristeza, especialmente después de que otro guardia costero llega a la casa para decirle que habían detenido la búsqueda de sus padres. Finalmente, después de beber del biberón de Maggie, Milhouse descubre que es en verdad "el bebé más viejo del mundo", y se promete a sí mismo que pronto se convertiría en un hombre de verdad. 
Mientras tanto, Homer continúa haciendo intentos inútiles por descubrir pistas que le permitan descubrir el color de los ojos de Marge, incluyendo fotos. Pronto descubre que no hay muchas fotos de Marge en la casa, además del álbum de la boda. Luego de fallar en su intento de abrirlo, Homer descubre que el álbum está protegido por un candado. Cuando le pregunta a Marge la contraseña para abrir el candado, ella le dice que es la fecha de su aniversario, lo cual también Homer había olvidado. 
En la escuela, Martin señala una extraña figura a la sombra de un gran roble, y cuando es vista con claridad, se revela que es Milhouse. Saliendo de las sombras, muestra a todos que está vestido con una chaqueta negra y jeans azules. El nuevo comportamiento y la actitud de Milhouse (oscuro, suave y poético) atrae la atención de las niñas de la escuela, incluyendo a Lisa. Nelson se niega a golpear a Milhouse, ya que siente que ya no tenía sentido. Finalmente, se puede apreciar que Milhouse roba la popularidad de Bart. En el almuerzo, Bart, solitario, se sienta en una mesa, en donde incluso Ralph Wiggum le dice que se está "avergonzando a sí mismo". Cuando suben al autobús escolar, Sherri comienza a coquetear con Milhouse, causando que Bart, desesperado, trate de hacer cosas graciosas. Nadie se ríe de él, y Bart, sintiéndose muy mal, va a su habitación, ignorando la invitación de Marge de hacerla reír a ella. 
En su habitación, Bart lee un periódico llamado "Periódico del Cuarto Grado" y ve que, en la tabla de popularidad, había decaído muchísimo. Luego de llegar a la conclusión de que Milhouse con su familia estaría feliz de nuevo, recuerda que su amigo recibía galletitas de manteca danesas todas las Navidades de Solvang, California. Luego, decide conectar a Milhouse con su tío danés Norbert Van Houten. Esperando en el aeropuerto, el tío Norbert, vestido como Indiana Jones, llega en su propio biplano, y pide ser llamado "Zack". Después de que Zack va a la escuela para ver a Milhouse, la popularidad de éste crece todavía más. 
Homer continúa buscando el color de ojos de Marge cuando el Abuelo nota su desesperación, y le recuerda una canción que le había cantado a Marge cuando ambos todavía iban a la escuela. Después de recordar que una parte de la canción contenía el color de los ojos de Marge, Homer comienza a cantarla en voz alta, pero no logra recordar la última palabra (la cual decía el color de los ojos de Marge). Homer comienza a rendirse, hasta que Marge, quien estaba parada en la puerta, recuerda la canción y, felizmente, se quita sus anteojos de sol, revelando una tonalidad hermosa y brillante de color avellana en sus ojos, terminando la canción de Homer con la frase "una hermosa y profunda tonalidad avellana". 
Bart, enojado, pronto descubre el plan de Milhouse de volar en un globo aerostático con Zack e irse. Luego de hablar con Lisa, Bart se da cuenta de que aprecia a Milhouse y de que lo extrañaría mucho. Milhouse, Zack, y Bart suben juntos al globo y llegan a una isla, en donde se encuentran con Kirk y Luann, sanos y salvos, quienes estaban diseñando un plan para escapar en un planeador hecho por ellos. Así, Milhouse se vuelve a reunir con sus padres. Zack declara que ya había llamado por ayuda para salir de la isla, y luego comienza a discutir con Kirk por sus raíces (danesa y holandesa, respectivamente) por lo que se agarran a golpes.